# Aurelio Griani
Aurelio Griani (falecido em 1576) foi um prelado católico romano que serviu como bispo de Lettere-Gragnano (1570–1576).

## Biografia
Aurélio Griani foi ordenado sacerdote na Ordem dos Frades Menores. A 8 de novembro de 1570, foi nomeado bispo de Lettere-Gragnano durante o papado de Pio V. No dia 19 de novembro de 1570, foi consagrado bispo por Scipione Rebiba, Cardeal-Sacerdote de Santa Maria in Trastevere, com Nicola Perusco, Bispo de Civita Castellana e Orte, e Francesco Rusticucci, Bispo de Fano, servindo como co-consagradores. Griani serviu como Bispo de Lettere-Gragnano até à sua morte em 1576.